# Öömrang Ferian
Öömrang Ferian (på dansk ≈Amringer Forening) er en kulturforening på den nordfrisiske ø Amrum i Sydslesvig i den nordtyske delstat Slesvig-Holsten. Foreningen blev stiftet 1974 og har omkring 380 medlemmer (pr. 2015). Foreningens formål er at støtte øens nordfrisiske kultur og især sproget (Öömrang), bevare øens naturlandskaber og fremme interessen for Amrums historie. I landsbyen Nebel (Nybøl) driver Öömrang Ferian et lokalhistorisk museum, Öömrang Hüs. Dertil kommer naturcentret Maritur ved stranden ved Nordtorp. Foreningen vedligholder øens fredede klitområde og (i samarbejde med Schutzstation Wattenmeer≈Beskyttelsesstation Vadehavet) dele af vadehavet omkring øen.